# Micah Richards
Micah Lincoln Richards (Birmingham, 24 juni 1988) is een Engels voormalig profvoetballer die doorgaans als centrale verdediger speelde. Hij kwam van 2005 tot en met 2019 uit voor Manchester City, Fiorentina en Aston Villa. Richards speelde dertien interlands in het Engels voetbalelftal, waarvoor hij één keer scoorde. Na zijn voetbalcarrière werd Richards analist bij Sky Sports en BBC Sport.

## Clubcarrière

### Manchester City
Richards is geboren in Birmingham en groeide op in Leeds, waar hij als spits begon met voetballen bij Leeds United. In 2000 ging hij spelen in de jeugd van Oldham Athletic en ging een jaar later op zijn 14'de naar Manchester City. Voor die club maakte hij 22 oktober 2005 als 17-jarige tegen Arsenal zijn debuut. In februari 2006 stond hij voor het eerst in de basis van City en vanaf dat moment miste hij nog maar twee wedstrijden dat seizoen. Op 19 februari maakte hij in de FA Cup tegen Aston Villa zijn eerste doelpunt voor de club. 
Op 25 juli verlengde Richards zijn contract met vier seizoenen. Het seizoen erop was hij onbetwist basisspeler. Op 30 september maakte hij tegen Everton zijn eerste Premier League-doelpunt voor Manchester City. Hij miste de laatste negen wedstrijden van het seizoen met een kuitblessure. Toch werd hij genomineerd voor de prijs van PFA Young Player of the Year, die uiteindelijk gewonnen werd door Cristiano Ronaldo. Door de fans van Manchester City werd hij wel uitgeroepen tot Young Player of the Year.
In het seizoen 2007/08 was Richards weer hersteld van zijn kuitblessure en basisspeler. Hij begon het seizoen met drie overwinningen zonder tegendoelpunt, waaronder in de derby tegen Manchester United, waarin hij tegenover Carlos Tévez stond. Op 16 september 2007 was Richards tegen Aston Villa voor het eerst aanvoerder, door afwezigheid van captain Richard Dunne. Daarmee werd hij de jongste captain ooit voor City. Op 8 februari 2008 hernieuwde hij zijn contract tot de zomer van 2013, maar aan het einde van die maand raakte Richards geblesseerd aan zijn knie, waardoor hij de rest van het seizoen niet meer speelde. Hij werd opnieuw genomineerd voor Young Player of the Year, maar werd verslagen door Cesc Fàbregas.
Op 18 september maakte Richards zijn debuut in de UEFA Cup tegen Omonia Nicosia. In die competitie kwam Manchester City tot de kwartfinale, waarin het werd uitgeschakeld door Hamburger SV. Dat seizoen speelde Richards de meeste wedstrijden in één seizoen, namelijk 50. In het seizoen 2010/11 was Richards voor twee goals en één assist in de FA Cup, die City won door 1-0 overwinning op Stoke City in de finale, waarin Richards 90 minuten speelde.
Het seizoen erop begon Richards met twee assists in de eerste twee competitiewedstrijden. Op 29 oktober 2011 speelde Richards zijn 200'ste wedstrijden voor Manchester City. Hij was in totaal goed voor zes assists in 29 competitiewedstrijden dat Premier League-seizoen, dat City won door in de laatste wedstrijd met 3-2 te winnen van Queens Park Rangers. De twee seizoenen erop kwam Richards tot slechts achttien wedstrijden door verschillende knieblessures. In het seizoen 2014/15 speelde hij in de Community Shield zijn 246'ste en laatste wedstrijd voor Manchester City. In die periode was hij goed voor negen goals en veertien assists.

### Fiorentina
Gedurende het restant van het seizoen 2014/15 werd hij verhuurd aan Serie A-club ACF Fiorentina. Daar maakte hij op 18 september 2014 in de UEFA Europa League-wedstrijd tegen EA Guingamp zijn debuut. Hij was direct goed voor een assist op de 3-0 van Federico Bernardeschi. Hij speelde 19 wedstrijden voor Fiorentina, voor hij terugkeerde naar Engeland.

### Aston Villa
Op 17 juni 2015 tekende Richards voor vier seizoenen bij Aston Villa. Hij kreeg rugnummer 4 bij de club uit Birmingham. Op 8 augustus maakte hij als captain zijn debuut tegen AFC Bournemouth en hij had gelijk een clean sheet. Op 28 november scoorde hij tegen Watford zijn eerste goal voor Aston Villa. Hij speelde 24 competitiewedstrijden, maar werd met Aston Villa laatste en degradeerde uit de Premier League. In de Championship speelde hij slechts twee wedstrijden, maar hij was voornamelijk geblesseerd aan zijn knie. Ook de twee seizoenen erop stond hij formeel nog op de loonlijst, maar hij kwam tot geen enkele wedstrijd. Op 26 juli 2019 kondigde Richards aan dat hij op 31-jarige leeftijd zou stoppen als profvoetballer.

## Clubstatistieken
| Seizoen        | Club            | Competitie     | Competitie | Competitie | Beker | Beker | Internationaal | Internationaal | Totaal | Totaal |
| Seizoen        | Club            | Competitie     | Wed.       | Dlp.       | Wed.  | Dlp.  | Wed.           | Dlp.           | Wed.   | Dlp.   |
| -------------- | --------------- | -------------- | ---------- | ---------- | ----- | ----- | -------------- | -------------- | ------ | ------ |
| 2005/06        | Manchester City | Premier League | 13         | 0          | 3     | 1     | –              | –              | 16     | 1      |
| 2006/07        | Manchester City | Premier League | 29         | 1          | 6     | 0     | –              | –              | 35     | 1      |
| 2007/08        | Manchester City | Premier League | 25         | 0          | 4     | 0     | –              | –              | 29     | 0      |
| 2008/09        | Manchester City | Premier League | 34         | 1          | 1     | 0     | 15             | 0              | 50     | 1      |
| 2009/10        | Manchester City | Premier League | 23         | 2          | 6     | 0     | –              | –              | 29     | 2      |
| 2010/11        | Manchester City | Premier League | 18         | 1          | 5     | 2     | 8              | 0              | 31     | 3      |
| 2011/12        | Manchester City | Premier League | 29         | 1          | 4     | 0     | 4              | 0              | 37     | 1      |
| 2012/13        | Manchester City | Premier League | 7          | 0          | 0     | 0     | 1              | 0              | 8      | 0      |
| 2013/14        | Manchester City | Premier League | 2          | 0          | 5     | 0     | 3              | 0              | 10     | 0      |
| 2014/15        | Manchester City | Premier League | 0          | 0          | 1     | 0     | –              | –              | 1      | 0      |
| 2014/15        | → Fiorentina    | Serie A        | 10         | 0          | 2     | 0     | 7              | 0              | 19     | 0      |
| 2015/16        | Aston Villa     | Premier League | 24         | 1          | 4     | 1     | –              | –              | 28     | 2      |
| 2016/17        | Aston Villa     | Championship   | 2          | 0          | 1     | 0     | –              | –              | 3      | 0      |
| 2017/18        | Aston Villa     | Championship   | 0          | 0          | 0     | 0     | –              | –              | 0      | 0      |
| 2018/19        | Aston Villa     | Championship   | 0          | 0          | 0     | 0     | –              | –              | 0      | 0      |
| Carrièretotaal | Carrièretotaal  | Carrièretotaal | 216        | 7          | 42    | 4     | 38             | 0              | 296    | 11     |

## Interlandcarrière
Na 28 wedstrijden op het hoogste niveau van Engeland te hebben gevoetbald, werd Richards door toenmalig bondscoach Steve McClaren voor het eerst opgeroepen voor het Engels voetbalelftal. Op 15 november 2006 debuteerde hij in het nationale elftal, in een oefeninterland tegen Nederland (1-1). Op 22 augustus 2007 was hij in zijn vierde interland tegen Duitsland goed voor een assist op Frank Lampard. In zijn volgende interland, tegen Israël, scoorde hij op aangeven van Gareth Barry zijn eerste interlandgoal.
Op 17 november 2010 speelde hij na drie jaar afwezigheid weer eens een interland voor Engeland, tegen Frankrijk (2-1 nederlaag). Op 29 februari 2012 speelde hij tegen Nederland, hetzelfde land waar hij zijn debuut tegen maakte, zijn dertiende en laatste interland voor Engeland.

## Olympische Spelen
Richards nam met het Brits olympisch voetbalelftal onder leiding van bondscoach Stuart Pearce deel aan de Olympische Spelen van 2012 in Londen. Daarin werd Engeland in de kwartfinale uitgeschakeld door Zuid-Korea, op strafschoppen. 

## Erelijst
| Kampioen Premier League | 1x | 2011/12 |
| FA Cup                  | 1x | 2010/11 |
| League Cup              | 1x | 2013/14 |